# Communis opinio
Communis opinio, letterlijk de gemeenschappelijke opinie, is een Latijnse uitdrukking waarmee de meest voorkomende mening binnen een groep wordt aangeduid. Is de groep niet bepaald, dan wordt ook wel gesproken van de publieke opinie. Bij een breed gedragen overeenstemming is er sprake van consensus. De overheersende mening onder deskundigen, met name in de wetenschap, wordt ook communis opinio doctorum genoemd. De opinio iuris is de algemene rechtsopvatting, de consensus onder juristen.
De term communis opinio werd al in de middeleeuwen gebruikt en in de vijftiende eeuw werd het een referentiepunt voor rechters in een tijd dat rechtsbronnen (van het Romeins recht, dat was aangepast aan feodale, gemeentelijke en adellijke wetgeving) elkaar regelmatig tegenspraken. De mening van juristen kon worden gezien als een kwantitatief criterium, of zelfs een kwalitatief criterium, indien het de mening was van gezaghebbende juristen. Dit laatste stond bekend onder de term communis opinio doctorum, ofwel de gemeenschappelijke opinie van geleerden.
De Italiaanse jurist Baldus de Ubaldis bracht de term in de veertiende eeuw in verband met het gewoonterecht, het recht gebaseerd op gewoonten. Zo schreef hij: communis opinio habet vim consuetudinis, ofwel de gemeenschappelijke opinie heeft de kracht van gewoonterecht. In Europa was het eeuwenlang gebruikelijk in de rechtspraak niet van de opinie der rechtsgeleerden af te wijken. De communis opinio werd op die manier een rechtsbron op zichzelf. In het veertiende-eeuwse Italië waren rechters zelfs verplicht de communis opinio te volgen, ook wanneer deze tegen publiek gemaakte opvattingen van henzelf indruiste. Aan dit mos italicus kwam langzaam een einde toen in de vroegmoderne tijd voornamelijk Franse humanisten zoals Jacques Cujas en Guillaume Budé de Justiniaanse wetboeken opnieuw gingen interpreteren zonder zich te bekommeren om de vele interpretaties van interpretaties van de wetsteksten. Het centrum van ontwikkeling van het mos gallicus, de meer historische en kritische wijze van benadering van de oude Romeinse bronnen, was de Universiteit van Bourges. Deze methode van uitleg maakte de weg vrij voor een beroep op de ratio in plaats van het blind volgen van eerdere autoriteiten.
In de huidige Nederlandse en Belgische rechtspraak geldt de communis opinio niet als rechtsbron. In het internationaal recht bestaat daarentegen wel ruimte voor de communis opinio als rechtsbron. Op basis van artikel 38 van het Statuut van het Internationaal Gerechtshof is het mogelijk recht te spreken aan de hand van de opvattingen van hooggekwalificeerde publicisten.